# Jolly Roger (Kurzfilm)
Jolly Roger ist ein britischer Zeichentrick-Kurzfilm von Mark Baker aus dem Jahr 1998.

## Handlung
Das Piratenschiff von Captain Jolly besiegt ein Transportschiff voller Whisky und raubt bei der Gelegenheit auch die junge Estelle samt ihrer vermeintlichen Schatztruhe. Als sie sich als kratzbürstig erweist und die Piraten beschimpft, wird sie über Bord geworfen. Kreischend schwört sie Rache.
Das kleine Schiff von Captain Roger besteht nur aus dem Kapitän, dem Matrosen Hugo und einer Katze. Durch die falsche Windrichtung wird das Boot an das Piratenschiff von Captain Jolly getrieben. Roger und Hugo ergeben sich eilig, merken jedoch, dass niemand sie gefangen nehmen will. Die gesamte Besatzung ist nach übermäßigem Whiskygenuss in einen Tiefschlaf gefallen, sodass Roger an Bord kommen und die vermeintliche Schatztruhe holen kann. Das Boot sticht wieder in See, doch verrät der Papagei des Captain Jolly, dass Diebe an Bord waren. Estelle erreicht wenig später Captain Rogers Boot und ist erfreut, dass auch ihr Garderobenkoffer an Bord ist – Captain Roger reagiert geknickt auf die falsche Schatztruhe. Kurze Zeit später kündigen sich die Piraten an und Estelle schreit erneut nach Rache und Vergeltung. Das Boot von Captain Roger ist jedoch so klein, dass es unter den an Deck wartenden Piraten durchfährt. Estelle jedoch verhakt den Anker am Schiff, das nun aus einiger Entfernung das Boot Captain Rogers beschießt und zum Sinken bringt. Captain Jolly triumphiert, doch zieht das am Schiff befestigte Boot am Ende auch das Schiff Captain Jollys in die Tiefe und alle Piraten ertrinken. Zurück bleiben Captain Roger, Hugo, Estelle, die Katze und einige Ratten. Alle schauen erwartungsvoll Captain Roger an, der jedoch ratlos ist.

## Produktion
Ursprünglich war geplant, den Film traditionell auf Cels zu animieren. Im Laufe der Vorarbeiten entschied sich Regisseur Mark Baker jedoch dafür, den Film computergestützt zu zeichnen. Die Vorzeichnungen entstanden auf Papier und wurden wie die in Öl gezeichneten Hintergründe anschließend eingescannt. Die Farbe wurde digital am Computer hinzugefügt. Insgesamt waren 13 Animatoren am Film beteiligt.
Die Musik wurde vom Prager Philharmonischen Orchester unter der Leitung von Nic Raine eingespielt.

## Auszeichnungen
Jolly Roger wurde 1999 für einen Oscar in der Kategorie „Bester animierter Kurzfilm“ nominiert, konnte sich jedoch nicht gegen Bunny durchsetzen. Im Jahr 2000 war der Film für einen BAFTA als Bester animierter Kurzfilm nominiert.
Die Deutsche Film- und Medienbewertung FBW in Wiesbaden verlieh dem Film das Prädikat besonders wertvoll.